# Позитивная психология
Позити́вная психоло́гия — направление психологии, которое фокусируется на улучшении личного и общественного благополучия (англ. well-being), исследовании возможностей психологического саморазвития человека. В отличие от традиционной психологии, которая сконцентрирована на исследовании психологических проблем и заболеваний, и рассматривает их отсутствие как здоровье, норму, не требующую улучшения, позитивная психология рассматривает благополучие человека как переменную величину, уровень, который может быть улучшен и при отсутствии явных проблем. Позитивная психология много внимания уделяет изучению условий возникновения ощущения счастья, удовлетворения, уверенности в себе, положительного настроя, оптимизма, энергичности, состояния потока в деятельности, изучает жизненные ценности и смысл жизни, духовность. К основным сферам практических приложений позитивной психологии относятся позитивная психология здоровья, позитивная организационная психология, позитивное образование, позитивный коучинг.

## История
Основателем позитивной психологии как академической области считается Мартин Селигман, который, при избрании президентом Американской психологической ассоциации в 1998 году, посвятил свою речь именно этому новому направлению психологии. В своём выступлении Селигман подчеркнул, что в течение предшествующих пятидесяти лет психология занималась исследованием и лечением всевозможных патологий, не обращая внимания на позитивные аспекты жизни человека, такие как способность к творчеству, надежда или упорство в достижении своих целей. Селигман призвал своих коллег «восстановить равновесие» и предложил три основных направления для будущих исследований:
- положительные эмоции и субъективное ощущение счастья (например, наслаждение, удовлетворение жизнью, чувство близости, конструктивные мысли о себе и своём будущем, оптимизм, уверенность в себе, наполненность энергией, «жизненной силой»);
- позитивные черты характера человека (мудрость, любовь, духовность, честность, смелость, доброта, творчество, чувство реальности, поиски смысла, прощение, юмор, щедрость, альтруизм, эмпатия и т. д.);
- социальные структуры, способствующие счастью и развитию людей (демократия, здоровая семья, свободные средства массовой информации, здоровая среда на рабочем месте, здоровые локальные социальные сообщества).

Речь Селигмана вызвала большой интерес у его коллег, в том числе у таких известных психологов, как Кристофер Петерсон, Эд Динер и Михай Чиксентмихайи, благодаря чему идеи позитивной психологии очень быстро превратились в новое направление в психологической науке.

## Значение положительных эмоций
Согласно научным исследованиям последних лет, положительные эмоции делают восприятие мира человеком более открытым и позволяют исследовать и находить новые решения проблем. Кроме того, положительные эмоции делают человека более дружественным, а с увеличением количества друзей человек получает лучшие шансы эволюционного выживания.

## Основные центры
В настоящее время существует много центров, занимающихся исследованиями и прикладными аспектами на базе позитивной психологии. В их числе, например, следующие:

### Центр позитивной психологии
Старейший центр позитивной психологии (англ. Positive Psychology Center, PPC) находится в Пенсильванском университете в Филадельфии (США). Первым этапом работы центра было создание классификации сильных сторон и положительных черт индивида (по аналогии с «классификацией патологий», которой является нозологическая система DSM-IV). В 2004 году Селигман и Петерсон опубликовали список из 24 положительных черт человека, разделённых на 6 групп:
- Добродетели мудрости и знания: креативность, любопытство, открытость, любовь к обучению, перспектива.
- Добродетели смелости: храбрость, усердие, целостность, жизнеспособность.
- Добродетели человечности: любовь, доброта, социальный разум.
- Добродетели справедливости: гражданственность, справедливость, лидерство.
- Добродетели воздержания: милосердие, умеренность, умение предвидеть, самоконтроль.
- Добродетели трансценденции: умение ценить красоту, благодарность, надежда, чувство юмора, духовность

Список Селигмана и Петерсона был составлен на основе того, какие черты характера имеют наибольшую ценность в различных культурах и религиях.
На основе этого списка впоследствии был создан вопросник VIA-Survey, состоящий из 240 вопросов (этот вопросник бесплатен и доступен в Интернете  (недоступная ссылка), на данный момент он переведен на 17 языков).
На основе ответов на вопросник VIA-Survey было выявлено, какие черты характера наиболее способствуют преодолению депрессии и достижению счастья. Этими чертами характера являются:
- надежда;
- благодарность;
- любознательность;
- любовь[6].

Опросник VIA-Survey может использоваться в психотерапии следующим образом: клиенту предлагается оценить свои сильные стороны с помощью вопросника VIA-Survey, а затем попытаться использовать эти сильные стороны различными новыми способами (например, каждый день недели пробовать новый способ). Рекомендуется также каждый день отмечать в своем дневнике три счастливых события, которые произошли в этот день, а также записывать, какие действия привели к этим счастливым событиям.

### Центр прикладной позитивной психологии
Центр прикладной позитивной психологии (англ. Centre of Applied Positive Psychology, CAPP) находится в Великобритании. Руководителем центра является Алекс Линли (англ. Alex Linley). Основным направлением исследований является использование идей позитивной психологии в профессиональной сфере. В центре CAPP был создан вопросник Realise2, позволяющий определить, какими способностями и сильными сторонами характера обладает индивид, а также установить, в какой степени он использует эти достоинства в своей повседневной жизни (вопросник Realise2 на данный момент существует лишь в англоязычной версии). Исследователи центра CAPP также разрабатывают методики, позволяющие максимизировать использование сильных сторон индивида и минимизировать негативный эффект того, что является слабыми или недостаточно развитыми аспектами его личности.

### Центр Гэллапа
Этот исследовательский центр создан Институтом Гэллапа в Соединенных Штатах Америки. Его основателем стал психолог Дональд Клифтон. На основе идей Клифтона в институте Гэллапа был разработан вопросник Strengthsfinder, 2001), на данный момент переведенный на 24 языка, в том числе на русский («Раскройте свои сильные стороны»).

## Позитивная психология в России
Главным центром позитивной психологии в России является НИУ «Высшая школа экономики».
В 2012 году в Москве на базе НИУ ВШЭ и МГУ им. Ломоносова был проведён VI-й Европейский конгресс по позитивной психологии.
В 2011 году в ВШЭ была создана лаборатория позитивной психологии и качества жизни под руководством Д. А. Леонтьева; в 2014 году она трансформировалась в Международную лабораторию позитивной психологии личности и мотивации.
В 2020 году на базе этой лаборатории открылась магистерская программа «Позитивная психология».

## Критика
По словам Кирка Шнайдера, позитивная психология не может объяснить прошлые негативные события, например действия нацистской партии или сталинские репрессии. Кроме того, Шнайдер указал на исследование, где позитивная иллюзия искажает реальность. Позитивное настроение может стать неспособным к психологическому росту и склонным удерживать расовые предубеждения. Негатив, иногда проявляющийся в легкой и умеренной депрессии, напротив, коррелирует с меньшим искажением реальности. Поэтому негатив может сыграть важную роль в динамике человеческого процветания. Селигман признавал в своей работе точку зрения о положительной иллюзии.
Ян Семпел в издании The Guardian, отметил, что «позитивные психологи также обвиняются в том, что они прячут головы в песок и игнорируют тот факт, что у подавленных, даже просто несчастных людей, есть реальные проблемы, с которыми нужно иметь дело». Семпел цитирует Стивена Волина, клинического психиатра, что исследование положительной психологии — это просто повторение более старых способов мышления, и что существует не так много научных исследований, которые могут поддержать эффективность этого метода.
Барбара Хелд утверждала, что, хотя позитивная психология вносит вклад в область психологии, она имеет свои недостатки. Она предложила разобраться в таких темах, как отрицательные побочные эффекты положительной психологии, негатив в позитивном психологическом движении и нынешнее разделение в области психологии, вызванное различными мнениями психологов о положительной психологии. Она также подняла проблему упрощенного подхода некоторых психологов в применении позитивной психологии.